# Márvány-sziget
A Márvány-sziget (törökül Marmara Adası, görögül Προκόννησος [Prokonniszosz]) egy török sziget a Márvány-tengeren, a Dardanellák közelében. A Márvány-tenger legnagyobb, Törökország második legnagyobb területű szigete. A Marmara körzet központja. Borászatáról, halászatáról, valamint jelentős márványbányászatáról nevezetes. Impozáns partján túl történelmi emlékei is növelik értékét.

## Etimológia
Az ókorban Proikoneszosz-nak (Προικόνησος) illetve Prokonneszosz-nak (Προκόννησος) nevezték. Latinizált formája: Proconnesus. Mai elnevezését legjelentősebb ásványkincséről, a márványról kapta. A konstantinápolyi Hagia Szophia egyes részei is a szigetről kitermelt márványból épültek.

## Történelme
Az i. e. 8. században jelentek meg az első ión telepesek a korai görög gyarmatosítás során. Számos legenda és történet kapcsolódik a szigethez, többek között Ianussal és az Argonautákkal kapcsolatban. I. e. 493-ban egy föníciai flotta harcolt Dareiosz perzsa királlyal a sziget mellett, i. e. 410-ben pedig Alkibiádész hódította meg Athén számára.
Diocletianus császár a manicheizmust az ellenséges perzsáktól származó „rút és visszataszító vallást” üldözendőnek nyilvánította, követőinek egy részét kivégeztette, többeket pedig a sziget kőbányaihoz rendelt kényszermunkásnak. Nagy Konstantin császár idején az új fővárosból, Konstantinápolyból sok arisztokrata települt ki és épített magának impozáns palotákat, a legnagyobb magához a császárhoz köthető, akit számos nemes, katona, kereskedő és szolga követett a szigetre. A császár itt alapította meg Európa első kolostorainak egyikét.
A Bizánc elestét követő évszázadokban többnyire kizárólag görög ortodoxok lakták egészen az első világháborúig, amikor sokan kénytelenek voltak elhagyni otthonukat és a szárazföldre menekülni. A világháborút követő görög-török lakosságcsere következtében a maradék görög lakosságnak is távoznia kellett, a terület Törökország fennhatósága alá került. Az emigránsok főleg Euboia szigetére, valamint az Egyesült Államokba és Kanadába távoztak.
A szigetet 1935. január 4-én nagy erejű földrengés rázta meg, melynek következtében öt ember életét vesztette, harmincan megsérültek, valamint sok ház vált lakhatatlanná.

## Települések a szigeten
A Márvány-szigetnek öt falu és egy központi városa van. Az állandó lakosság, a központtól való távolság, a falvak jelenlegi és korábbi neve:
- Marmara (Görög; Marmara / Proconnesus); 2183
- Çinarli (Görög; Galemi); 503, 7 Km
- Gündoğdu (Görög; Prastos); 278, 4 Km
- Topağaç (Görög; Kılazaki); 518, 12 Km
- Asmalı (Görög; Aftoni); 237, 18 Km
- Saraylar (Görög; Palatia); 2687, 24 Km

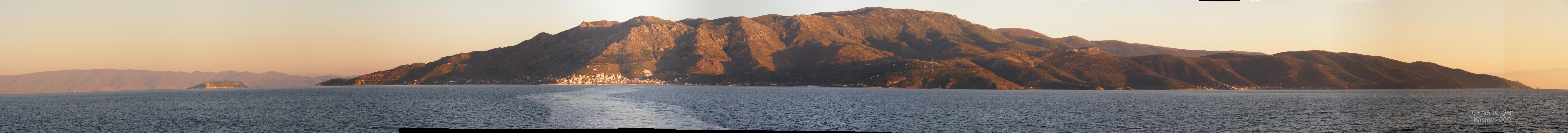
Panorámakép

## Fordítás
- Ez a szócikk részben vagy egészben  a   Marmara Island című angol Wikipédia-szócikk fordításán alapul.  Az eredeti cikk szerkesztőit annak laptörténete sorolja fel. Ez a jelzés csupán a megfogalmazás eredetét és a szerzői jogokat jelzi, nem szolgál a cikkben szereplő információk forrásmegjelöléseként.